# Jon Idigoras
Pour les articles homonymes, voir Idígoras.
Jon Idigoras Gerrikabeitia, né à Amorebieta-Etxano le 3 mai 1936 et mort le 3 juin 2005 à Bilbao, est un syndicaliste basque espagnol et dirigeant historique de la coalition indépendantiste basque Herri Batasuna.

## Biographie
Il commence à travailler comme ouvrier métallurgiste à l'âge de 14 ans dans l'usine d'IZAR de Zornotza.
En 1976, il fut l'un des fondateurs du syndicat abertzale LAB. 

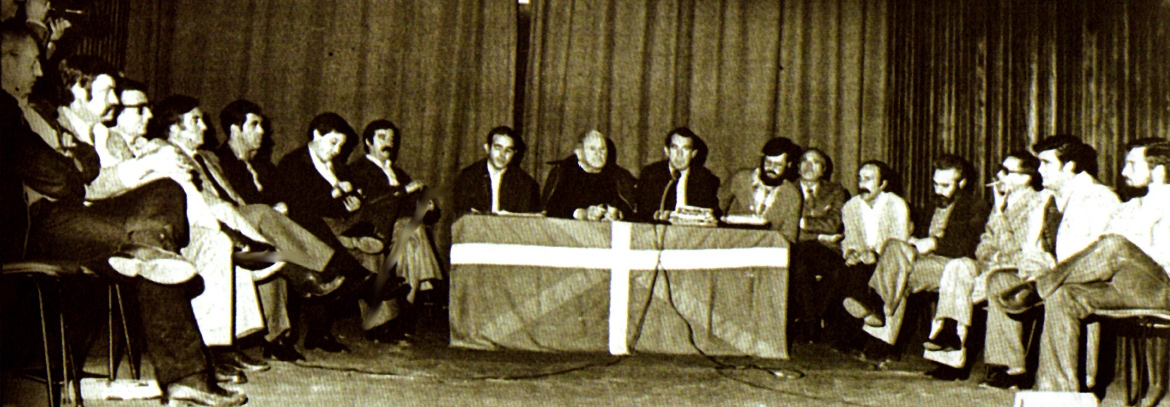
Création en 1978 du parti Herri Batasuna avec Jokin Gorostidi, Telesforo Monzón, Patxi Zabaleta, Jon Idigoras et Txomin Ziluaga.

En 1978, il commence son activité politique publique à Altsasu (Navarre), comme fondateur de Herri Batasuna. Comme porte parole de la gauche indépendantiste pro ETA dans les années 1980, il s'est vu accusé à de nombreuses occasions à cause de ses déclarations, notamment devant le Tribunal Suprême, qui mis en place jusqu'à quatre procédures à la fois contre lui. De plus, il est passé devant plusieurs juges pour audition, étant accusé d'être en relation avec ETA.
Le 20 novembre 1989, il fut témoin de l'attentat perpétré à Madrid par des éléments de l'extrême droite contre les députés de Herri Batasuna au congrès, dans lequel fut assassiné Josu Muguruza, et fut blessé grièvement Iñaki Esnaola. Idigoras en est sorti sain et sauf parce que l'arme utilisée contre lui s'était enrayée.
Il fut incarcéré joint au reste des membres de la direction d'HB, par ordre du magistrat de l'Audience National Baltasar Garzón, accusé de collaborer avec ETA à la suite du durcissement de la répression contre le mouvement indépendantiste basque.
Jon Idigoras put sortir, en liberté provisoire, du fait de la maladie dont il souffrait, bien qu'elle continua.
En 1999, il publia ses mémoires: Le fils de Juanita Gerrikabeitia (Éditions Txalaparta) "el hijo de Juanita Gerrikabeitia"
Durant les dernières années, il fut considéré comme un homme historique des partis politiques successifs, de la gauche abertzale. Sa présence fut limitée à apparaître dans des manifestations, des articles dans les journaux connexes et dans quelques conférences de presses, spécialement depuis l'illégalisation de batasuna. Son ultime apparition publique fut l'intervention qu'il réalisa lors d'un meeting que Batasuna célébra dans le vélodrome de Anoeta à saint Sébastien le 14 novembre 2004. 
Idigoras attribua sa maladie à la grande consommation de cigarettes qu'il avait fumées durant des années, habitude pour laquelle il s'est repenti à la fin de sa vie.
Jon Idigoras est mort de maladie pulmonaire chronique à 11h30, le 3 juin 2005 à la clinique San Sebastián de Deusto (Bilbao). Sa chapelle ardente fut installée dans la salle des fêtes de la Mairie d'Amorebieta-Etxano grâce à un accord de la municipalité (coalition PNV-EA).